# Fosta fabrică de bere din Arad
Fosta fabrică de bere din Arad este un monument istoric aflat pe teritoriul municipiului Arad. În Repertoriul Arheologic Național, monumentul apare cu codul 9271.21.